# Sebah Racing
Sebah Racing ou Sebah Automotive est une écurie de sport automobile britannique fondée en 1995 par Bart Hayden. En s'associant avec le Speedy Racing en 2008, l'écurie devient le Speedy Racing Team Sebah. En 2009, elle devient la structure opérationnelle de la nouvelle écurie suisse Rebellion Racing, née du développement de l'engagement de l'horloger Rebellion Timepieces dans le sport automobile.

## Histoire
Les locaux de l'écurie sont basés en Angleterre.
En 2002, l’écurie espère participer à la manche de Silverstone du championnat FIA GT.

En 2008, l'écurie est renommée Speedy Racing Team Sebah et change d'identité visuelle.

En 2005, l'écurie remporte les titres équipes et pilotes dans la catégorie GT2. En outre, elle termine cinquième de la catégorie GT2 aux 24 Heures du Mans,.
En 2006, l'écurie engage une Porsche 911 GT3 RSR (996) aux 24 Heures du Mans. L'équipage est contraint à l'abandon après 256 tours couverts.
En 2008, l'écurie participe aux Le Mans Series ainsi qu'aux 24 Heures du Mans dans la catégorie LMP2.
De 2008 à 2017, l'écurie a été la structure technique qui a accompagné l'écurie suisse Rebellion Racing. Cette implication s'est tout d'abord faite dans la catégorie LMP1 et plus tard en LMP2.
En 2018, pour son retour dans la catégorie renne de l'endurance, le LMP1, l'écurie suisse Rebellion Racing a poursuivi son partenariat avec le Sebah Racing et a pris en tant que partenaire technique, le constructeur français Oreca. C'est ainsi que le Sebah Racing a mis en œuvre la Rebellion R13 développé par Oreca pour le compte du Rebellion Racing.